# 线性变参数控制
线性变参数控制（LPV control）是一种用于处理线性变参数系统的控制方法。

## 增益规划
在为动态系统设计反馈控制器时，人们应用了众多种类的现代，多变量控制的控制器。通常来讲，这些控制器经常设计在系统动态的不同操作点上，并且使用了线性化的模型，并且被设计为一个或者多个参数在中间状态上的函数。这是一种可以在非线性系统上使用一类线性控制器的方法，并且这些线性控制器中每个都可以在不同的操作点上获得令人满意的控制效果。调度变量是一个或者多个可以观测的变量。人们使用调度变量来确定系统当前的操作点和合适当前使用的控制器。比如在飞行器的控制中，一系列的控制器被设计在由攻角，马赫数，動壓与重心张成网格的不同位置上。简单来说，增益规划是通过整合一系列线性控制器来为非线性系统设计非线性控制器的方法。这些线性系统实时的通过切换或者插值的方法混合。
对多变量的控制器进行规划有时候是一个乏味且费时的工作。而新的方法是使用线性变参数技术来对自动规划的多变量控制器进行整合。

### 经典增益规划方法的缺点
- 增益规划有個重大的缺点：在设计操作点外的操作条件，不一定可以获得足够的性能，甚至有些连稳定性都无法保证[1]。
- 多变量控制器的规划常常是乏味且费时的工作，尤其是在航空航天的控制中更是如此。在航空航天中，为了在更高的气动包线（英语：Flight envelope）上获得更好的性能，参数的改变十分巨大。
- 另一点很重要的是，選定的规划變數反映了在飛行條件變化時，飛行動力學上的變化，有可能利用增益规划將線性鲁棒控制的方法論整合到非線性控制設計中，不過設計過程不會明確的提到全域穩定性、鲁棒性以及其性能特性。

增益规划的方式很簡單，而且線性化增益规划的計算量遠小於其他的非線性設計方式，不過其先天的缺點超過其優點，因此需要一個動態系統控制的新作法。像以人工神经网络（ANN）及模糊逻辑為基礎的適應控制試圖要解決這些問題，不過因為缺乏針對整個操作參數範圍內，租定性以及性能的證明，因此需要一種可以確保其特性的，和參數相關的控制器。

## 線性變參數系統
線性變參數系統（LPV）是很特殊的非線性系統，其系統特性很適合用參數的變化來表示。一般而言，LPV技巧可以提供增益規劃多變數系統的系統化作法。此方式可以允許在單一架構內整合性能、強健性及带宽限制，以下是線性變參數系統的簡介，以及其術語的說明。

### 參數相依系統
在控制工程中，狀態空間表示法是物理系統的数学模型，由有許多輸入{\displaystyle u}、輸出{\displaystyle y}、狀態變數{\displaystyle x}的一階微分方程所組成。一個非線性、非自主系統的動態演進可以由下式表示
{\displaystyle {\dot {x}}=f(x,u,t)}
若系統是時變系統，則
{\displaystyle {\dot {x}}=f(x(t),u(t),t),x(t_{0})}
{\displaystyle x(t_{0})=x_{0},u(t_{0})=u_{0}}
狀態變數描述动力系统的數學狀態，在針對大而複雜的非線性系統建模時，若因為簡化系統及實務考量而選了一些變數來描述系統狀態，模式中可能不會包括一些系統的動態。狀態空間表示方程中可能會包括一些變數（稱為外源性變數），這些變數的動態可能還不清楚，或是太複雜無法建模，但是確定這些會以一些已知的方程影響狀態變數的變化，而且可以用传感器實時量測到這些訊號。
若實際系統使用了一些傳感器來實際量測訊號，這些訊號是模型狀態及時間的非線性函數，另外也有些外源性變數的準確估測值。因此這個系統會是一個時變的非線性系統，不知道未來時間的變化，但可以用感測器實時量測。
在此例中，若 {\displaystyle w(t)} 是外源性變數向量，且{\displaystyle x(t)}為建模的狀態，則狀態方程可以寫成下式：
{\displaystyle {\dot {x}}=f(x(t),w(t),{\dot {w}}(t),u(t))}
參數{\displaystyle w}未知，但可以實時量測，且用在控制系統中。若上述參數相依系統對時間線性，則稱為線性參數相依系統。雖然其中有時變的參數，不過仍可以寫成類似线性时不变系统的型式
{\displaystyle {\dot {x}}=A(w(t))x(t)+B(w(t))u(t)}
{\displaystyle y=C(w(t))x(t)+D(w(t))u(t)}
參數相依系統是線性系統，其狀態空間描述是時變參數的已知函數。這些參數隨著時間的變化無法事先預測，但假設是在實時系統中可量測的數據。控制器受限成為一線性系統，其狀態空間的進入點和參數的歷史之間有因果关系。有三種不同的設計线性变参数控制的方法。
1. 線性分數轉換（英语：Linear fractional transformations），主要是小增益定理來找性能及強健性的範圍。
2. 單一二次李亞普諾夫函數（SQLF）
3. 參數相依二次李亞普諾夫函數（PDQLF），限制其可達到的性能水準。

這些問題的解法是重新將控制設計轉換為有限維凸函数的可行性問題（可以有準確的結果），若是無限維的可行性問題，可以用近似的方式求解。
此公式建構了一種新的增益規劃問題，此方式是考慮在確保穩定性及性能的前提下，參數變異的影響。

## 延伸閱讀
- Briat, Corentin. . Springer Verlag Heidelberg. 2015. ISBN 978-3-662-44049-0.
- Roland, Toth. . Springer Verlag Heidelberg. 2010. ISBN 978-3-642-13812-6.
- Javad, Mohammadpour; Carsten, W. Scherer (编). . Springer Verlag New York. 2012. ISBN 978-1-4614-1833-7.